# Altwin
Altwin (talvolta italianizzato in Altuvino, Adovvino, Aldovino e in latino Aldovinus) (... – Bressanone, 7 marzo 1097) è stato un cardinale e vescovo tedesco.

## Biografia
Fu prima creato cardinale da papa Damaso II nel 1048 e l'anno successivo vescovo di Bressanone. Partecipò ad un conciliabulum verso il 1080 per condannare papa Gregorio VII. Nel 1090 consacrò la chiesa dell'abbazia di Sonnenburg in Val Pusteria.
Nel 1091, nel contesto della lotta tra guelfi e ghibellini, fu costretto ad abbandonare la sua diocesi da Guelfo I di Baviera, sostituito dal vescovo guelfo Burcardo.
Morì il 7 marzo 1097.